# İbrahim Çelikkol
Ibrahim Çelikkol (Izmit, 14 de fevereiro de 1982), é um ator turco de séries de televisão e cinema, modelo profissional de moda e ex-jogador de basquetebol da seleção nacional sub-20 da Turquia. A vida de Çelikkol mudou completamente em 2010, quando foi convidado pelo diretor de cinema Osman Sinav para atuar no filme Pars narkoterör como Şamil Baturay. Foi então que Ibo abandonou a carreira de atleta e começou a estudar teatro.  
İbrahim Çelikkol ficou conhecido internacionalmente pela sua atuação como Ferhat Aslan na série de TV de sucesso Siyah Beyaz Aşk protagonizada ao lado da atriz Birce Akalay em 2018. A série lhe rendeu duas indicações no Pantene Altın Kelebek Ödülleri: Melhor Ator e Melhor Casal da TV, compartilhado com a atriz Birce Akalay.
Entre os inúmeros papéis de sucesso de Çelikkol, destaca-se ainda Ulubatli Hasan no filme Fetih 1453 (2012), que lhe rendeu o prêmio de Ator Promissor no 17. Sadri Alisik Odulleri pela sua excelente atuação, Mehdi na série Dogdugun ev Evkaderindir (2020) e Hakan Gümüşoğlu na série Bir Zamanlar Çukurova (2021).
Apelidado carinhosamente de Ibo, İbrahim Çelikkol tornou-se uma das faces mais conhecidas da atuação na Turquia e conquistou vários prêmios e indicações ao longo de sua carreira. Ao longo dos anos, Çelikkol tem conseguido equilibrar sucesso comercial e crítico, consolidando seu nome como um dos atores mais respeitados de sua geração na Turquia.

## Carreira
Çelikkol trabalhava como modelo profissional de moda e atleta de basquetebol. Chegou a ser membro da seleção nacional turca sub-20 de basquetebol. Entretanto, decidiu abandonar a carreira no basquete após o falecimento de seu pai.  
Estreou como ator em 2004 no papel de Mert no filme Camdan pabuclar.
Em 2009 atuou na série M.A.T como Sinan Atalay.
A vida de Ibrahim mudou completamente quando conheceu o diretor de cinema turco Osman Sinav', que o convidou para atuar no filme Pars narkoterör (2010-2011) como Şamil Baturay. A partir daí, Ibo não parou mais, aparecendo desde então em filmes e séries de TV todos os anos.
Em 2010 interpretou Mithat em Keskin biçak e Gülali Karadag em Karadaglar (2010-2011). 
Em 2011 protagonizou a série de TV Iffet ao lado da atriz Deniz Çakir.
Em 2012 atuou no filme de ação épico Fetih 1453 na pele de Ulubatli Hasan. O filme lhe rendeu o prêmio de  Ator Promissor no 17. Sadri Alisik Odulleri (2012).
Em 2013 atuou no filme Sadece Sen interpretando o boxeador Ali ao lado da atriz Belçim Bilgin.
Entre 2013 e 2014 atuou em Merhamet na pele do protagonista Firat Kazan. Em 2014 protagonizou Reaksiyon com o personagem Oğuz Ayaz.
Em 2016 protagonizou com o personagem Ali Nejat a série Kordugum (Intersection) ao lado novamente da atriz Belçim Bilgin. Ainda em 2016 interpretou Mehmet Çavuş em Seddülbahir 32 hours.
Em 2017-2018 Ibo ficou conhecido internacionalmente após protagonizar na pele de Ferhat Aslan a série de sucesso Siyah Beyaz Aşk ao lado da atriz Birce Akalay. Akalay e Çelikkol conquistaram uma legião de fãs apaixonados não só na Turquia, mas também em diversos países como Rússia, Espanha e Brasil. O sucesso foi tão grande, que a história de amor complexa entre a médica Asli Çinar e o mafioso Ferhat Aslan conquistou dez indicações em premiações.
Em 2018-2019 interpretou Mert Barca em Muhteşem İkili ao lado de Kerem Bürsin, Özge Gürel e Öykü Karayel.
Em 2020 protagonizou outro sucesso, Dogdugun ev Evkaderindir, ao lado da atriz Demet Ozemir. 
Neste mesmo ano, concorreu a Melhor Ator no 2020 Güzel Awards pela sua atuação em Dogdugun ev Evkaderindir.
Em 2021 teve outra grande atuação, agora como o protagonista Hakan, personagem muito querido pelos telespectadores, na 4ª e última temporada da série de sucesso Bir Zamanlar Çukurova, da ATV. 
Em 2022, interpretou Kenan Sezgin ao lado novamente da atriz Birce Akalay na série Kuş Uçuşu (br: Asas da Ambição) da Netflix. A série fez sucesso com o público e teve sua terceira temporada lançada em 2024.
Em 2024 interpretou Eskandar no drama histórico iraniano-turco Intoxicated by Love. As atrizes Hande Erçel e Bensu Soral também atuaram no filme, que teve sua maior parte filmada na cidade turca Konya. O filme é uma coprodução do Irã e da Turquia e se tornou o filme não-comédia mais vendido na história do cinema iraniano.
Além de sua carreira como ator, Çelikkol é  modelo e embaixador de várias marcas de sucesso, sendo o rosto de grifes como Armani, Diesel e Beymen.

## Vida pessoal
O ator vem de uma família composta em geral por esportistas e músicos. É filho de Süheyl Çelikkol, ex-jogador de futebol, e Ayeper Çelikkol e tem uma irmã chamada Asli Çelikkol.
Sua família paterna é descendente de árabes e sua família materna é de origem pomak (grupo étnico cuja religião é muçulmana e que se localiza essencialmente na Bulgária, Grécia, Turquia, entre outros países dos Balcãs). Eles viviam em Tessalônica, porém, os Pomak foram fortemente perseguidos na Grécia por serem muçulmanos e, com isso, seus pais emigraram para a Turquia.
Na infância o ator estava sempre cercado de muitas pessoas, divertia-se na rua, andava de barco e brincava em parque de diversões. Ele costuma dizer que teve uma infância alegre e com muitas boas memórias.
Nas horas vagas Çelikkol costuma aproveitar o aconchego da sua casa. O ator curte acordar cedo, tomar café da manhã, fazer caminhadas ao ar livre, cuidar do jardim e aproveitar a companhia do seu cachorro.
Ibo é apaixonado por esportes radicais, atividade física, natureza e animais. Em sua rede social Instagram, o ator compartilha inúmeros registros sobre essas paixões com seus quase 3M de seguidores.
Sobre a vida amorosa do ator, entre 2010 e 2011 ele teve um relacionamento com a polêmica cantora turca Tuğba Ekinci.
Çelikkol namorou a atriz Deniz Çakir, seu par romântico na série de TV Iffet desde o início da série, em 2011, até 2013.[carece de fontes?]
Em 2013 namorou a atriz Yasemin Kay Allen com quem contracenou na série Merhamet.
Em 2014 namorou por 10 meses a atriz Sinem Kobal, que conheceu no escritório da produtora cinematográfica Ayse Barim.
Em 2015 namorou a apresentadora de TV turca Assuman Krause. No mesmo ano, teve um relacionamento com a cantora turca Ebru Polat.
Em 2017 casou-se com a arquiteta Mihre Mutlu. Em 2019 nasceu Ali, fruto do relacionamento do casal. O matrimônio de Mihre e Çelikkol durou seis anos. O casal divorciou em 2022.
Em agosto de 2021 o ator atuou junto com os bombeiros na extinção dos incêndios florestais que ocorreram na Turquia.

## Filmografia

### Filmes
| Ano  | Título              | Papel          | Notas |
| ---- | ------------------- | -------------- | ----- |
| 2012 | Fetih 1453          | Ulubatlı Hasan |       |
| 2014 | Sadece Sen          | Ali            |       |
| 2024 | Intoxicated by Love | Eskandar       |       |

### Web séries
| Ano  | Título              | Papel        | Notas   |
| ---- | ------------------- | ------------ | ------- |
| 2016 | Seddülbahir 32 Saat | Mehmet Çavuş |         |
| 2022 | Kuş Uçuşu           | Kenan Sercan | Netflix |

### Televisão
| Ano       | Título                  | Papel            | Notas |
| --------- | ----------------------- | ---------------- | ----- |
| 2004      | Camdan Pabuçlar         | Mert             |       |
| 2008      | Pars: Narkoterör        | Şamil Baturay    |       |
| 2009      | M.A.T.                  | Sinan Atalay     |       |
| 2010      | Keskin Bıçak            | Mithat           |       |
| 2010–2011 | Karadağlar              | Gülali Karadağ   |       |
| 2011–2012 | İffet                   | Cemil Özdemir    |       |
| 2013–2014 | Merhamet                | Fırat Kazan      |       |
| 2014      | Reaksiyon               | Oğuz             |       |
| 2016      | Kördüğüm (Intersection) | Ali Nejat Karasu |       |
| 2017–2018 | Siyah Beyaz Aşk         | Ferhat Aslan     |       |
| 2018–2019 | Muhteşem İkili          | Mert Barca       |       |
| 2019–2021 | Doğduğun Ev Kaderindir  | Mehdi Karaca     |       |
| 2021–2022 | Bir Zamanlar Çukurova   | Hakan Gümüşoğlu  |       |

## Prêmios
| Ano  | Premiação                                              | Categoria                                  | Trabalho                    | Resultado |
| ---- | ------------------------------------------------------ | ------------------------------------------ | --------------------------- | --------- |
| 2012 | 17th Sadri Alışık Theater and Cinema awards            | Ator promissor de cinema                   | Fetih 1453                  | Venceu    |
| 2012 | Karadeniz Vafki Yilin (Black Sea Annual Awards)        | Ator do ano                                |                             | Venceu    |
| 2015 | Engelsiz Yasam Vafki (Life Without Borders Foundation) | Ator do ano                                |                             | Venceu    |
| 2018 | KTÜ Medya Ödülleri da Karadeniz Technical University   | Melhor Ator                                | Siyah Beyaz Aşk             | Venceu    |
| 2021 | The GQ Türkiye 2021                                    | Homem do ano                               |                             | Venceu    |
| 2023 | 5th International İzmir Film Festival                  | Melhor ator em série de plataforma digital | Kuş Uçuşu (Asas da ambição) | Venceu    |
| 2024 | 81st Venice International Film Festival                | Melhor Ator Internacional                  |                             | Venceu    |